# Rhe (Einheit)
Das Rhe (Einheitenzeichen: rhe) war eine vor 1969 vorgeschlagene, international nicht akzeptierte Maßeinheit der Fluidität:
1 rhe = 1 P−1 = 10  Pa−1  s−1

## Geschichte
Der Begriff Rhe leitet sich von altgriechisch ῥεῖν rhein, deutsch ‚fließen‘ ab und wurde als Maßeinheit für die Fließfähigkeit eines Fluids vorgeschlagen. Gemessen wurde diese Fließfähigkeit mit einem Viskosimeter, wie es von Leo Ubbelohde erfunden und verwendet wurde.
1970 wurde in der Bundesrepublik Deutschland, 1973 in Österreich und 1978 in der Schweiz das Internationale Einheitensystem (SI) eingeführt. Damit verlor die Maßeinheit Rhe jede Bedeutung, genau wie Poise, Stokes oder Reyn (vor allem in anglophonen Ländern benutzt); das Rhe wurde in Lehrbüchern und in der Berufspraxis weitgehend durch die SI-Einheit „Pascalsekunde“ verdrängt.